# Camazepam
Camazepam ist ein Arzneistoff aus der Gruppe der Benzodiazepine und besitzt amnestische, anxiolytische, antikonvulsive, hypnotische, sedative und muskelrelaxierende Potenziale. Die anxiolytischen Eigenschaften sind besonders ausgeprägt, weshalb es in der Medizin als Anxiolytikum Verwendung findet.
Camazepam wurde 1978 von Boehringer Ingelheim unter dem Fertigarzneimittelnamen Albego auf den Markt gebracht. Es ist heute nicht mehr im Handel erhältlich.

## Pharmakokinetik
Camazepam ist der Dimethylcarbaminsäure-Ester von Temazepam, das wiederum ein Metabolit von Diazepam ist. Aus Camazepam entstehen über 10 unterschiedliche Metabolite, unter anderem Temazepam, Oxazepam und Hydroxycamazepam. Die Bioverfügbarkeit ist mit 90 % relativ hoch und die Äquivalenzdosis zu 10 mg Diazepam ist 20 mg. Die Halbwertszeit liegt vermutlich zwischen 6,4 und 10,5 Stunden. Eine kleine Studie an 25 Patienten hat gezeigt, dass die anxiolytische Wirkung des Camazepam der von Diazepam überlegen ist.

## Nebenwirkungen
Häufige Nebenwirkungen sind Benommenheit, Schwindel, Kopfschmerzen, Schläfrigkeit und Verwirrtheit. In seltenen Fällen kann eine paradoxe (gegensätzliche) Wirkung mit Erregung (Angst, Aggressivität, agitierter Verwirrtheitszustand) auftreten, die keinesfalls mit Dosissteigerung beantwortet werden darf.
Camazepam weist wie alle Arzneistoffe aus der Benzodiazepin-Klasse ein hohes Abhängigkeits- und Missbrauchspotenzial auf.

## Handelsnamen
Monopräparate
Albego (D, IT, CH, ES, alle nicht mehr im Handel), Limpidon (IT, ebenfalls außer Handel)